# Васецкий, Григорий Степанович (философ)
Григо́рий Степа́нович Васе́цкий (1904—1983) — советский философ

, специалист по истории русской философии. Доктор философских наук, профессор.

## Биография
Окончил Херсонский педагогический институт (1927).
В 1939 г. защитил в МИФЛИ диссертацию о Менделееве.
Был главным редактором Госполитиздата.
Профессор кафедры философии Всесоюзной сельскохозяйственной академии им. Тимирязева.
В 1946-1947 годах директор Института философии АН СССР.
С 1946 года профессор кафедры истории философии Академии общественных наук при ЦК КПСС.
В 1964-1972 годах заведовал кафедрой истории марксистско-ленинской философии на философском факультете МГУ имени М. В. Ломоносова.
В 1946 году по рекомендации М. Б. Митина был выдвинут кандидатом в члены АН СССР, однако на тайном голосовании против него проголосовали все участники, включая и М. Б. Митина.
Г. С. Батыгин указывает на Васецкого как человека Г. Ф. Александрова.
Сын Григория Степановича — Сергей Григорьевич Васецкий (1935 — 2020) — стал известным биологом развития, доктором биологических наук, профессором.

## Основные работы
- М. В. Ломоносов. Его философские и социально-политические взгляды. М., 1940;
- Очерки по истории русского материализма, XVIII–XIX [В соавт.]. М., 1942;
- Белинский — великий мыслитель и революционный демократ. М., 1948;
- О книге В. И. Ленина «Материализм и эмпириокритицизм». М., 1953;
- Московский университет и развитие философской и общественно-политической мысли в России. [В соавт.]. М., 1957;
- Ленинская критика ревизионизма и её значение для современности. М., 1958;
- Мировоззрение М. В. Ломоносова. М., 1961.